# Masa krytyczna (książka)
Masa krytyczna - książka autorstwa Philipa Balla, wydana w 2004.  Została nagrodzona Royal Society Prizes for Science Books w 2005.
Omawia zastosowanie metod matematycznych do badań zjawisk społecznych i ekonomicznych. Znajduje się w niej przegląd wielu problemów takich jak: cykl koniunkturalny, błądzenie losowe, przemiana fazowa, bifurkacja, rozkład Zipfa, eksperyment Milgrama "świat jest mały", teoria katastrof, dylemat więźnia.